# Vickers E.F.B.7
El Vickers E.F.B.7 fue un prototipo de avión de caza británico de la época de la Primera Guerra Mundial. El E.F.B.7, un biplano bimotor, no tuvo éxito y sólo se construyó un ejemplar.

## Diseño y desarrollo
En agosto de 1914, tras el estallido de la Primera Guerra Mundial, el diseñador de aviones pionero británico Howard Flanders fue contratado por Vickers Limited como diseñador de aviones, y su primer trabajo fue diseñar un avión de combate para llevar un cañón Vickers de 1 libra (37 mm)(no se trataba del conocido pom-pom, sino de un cañón de retroceso largo, más pequeño y ligero, que disparaba municiones menos potentes). Flanders produjo un desarrollo bimotor de su anterior biplano monomotor Flanders B.2, el E.F.B.7 (Experimental Fighting Biplane No.7, biplano de combate experimental n.º 7).
El E.F.B.7 era un biplano de dos vanos con estructura de tubos de acero recubiertos de contrachapado y tela. Tenía alas no decaladas, con las superiores de mucha mayor envergadura (es decir, 6,7 m) que las inferiores. Estaba propulsado por dos motores rotativos tractores Gnome Monosoupape montados entre las alas. El artillero se sentaba en una gran cabina en el morro del avión, con un soporte giratorio para el cañón y un piso blindado que se decía que era a prueba de balas, mientras que el piloto se sentaba en una cabina detrás de las alas, de modo que el piloto y el artillero no podían comunicarse.
El E.F.B.7 voló por primera vez en agosto de 1915 y fue transferido a la Escuela Central de Vuelo para realizar pruebas. En algún momento a principios de su carrera, fue equipado con grandes carenados para recoger el aceite de los motores. El 20 de agosto de 1915 se realizó un pedido de doce aviones más, que debían tener un fuselaje modificado, lo que permitiría al piloto sentarse más cerca del artillero y que, debido a la escasez de Monosoupape, estarían propulsados por dos motores V8 Renault 80 hp refrigerados por aire de 60 kW (80 hp). El primer prototipo fue modificado a esta forma, convirtiéndose en el E.F.B.7A . El rendimiento con estos motores menos potentes fue mucho peor y los encargos de producción se cancelaron el 16 de febrero de 1916, antes de que se completaran más ejemplares.

## Especificaciones (E.F.B.7)
Referencia datos: Vickers Aircraft since 1908

### Características generales
- Tripulación: Dos (piloto y artillero)
- Longitud: 11 m (36 ft)
- Envergadura: 18,2 m (59,7 ft) (superior); 11,43 m (inferior)
- Superficie alar: 59 m² (635,1 ft²)
- Peso vacío: 969 kg (2135,7 lb)
- Peso cargado: 3196 kg (7044 lb)
- Planta motriz: 2× motor rotativo de 9 cilindros refrigerado por aire Gnome Monosoupape.
  - Potencia: 75 kW (103 HP; 102 CV) cada uno.
- Hélices: 1× bipala de paso fijo por motor.

### Rendimiento
- Velocidad máxima operativa (Vno): 121 km/h (75 MPH; 65 kt) a 1500 m (5000 pies)
- Alcance: 2,5 h
- Techo de vuelo: 2700 m (8858 ft)
- Tiempo a altitud: 18 min para 2700 m (9000 pies)

## Aeronaves relacionadas

### Desarrollos relacionados
- Flanders B.2

### Aeronaves similares
- Vickers E.F.B.8
- Royal Aircraft Factory F.E.4

### Secuencias de designación
- Secuencia E.F.B./F.B._ (interna de Vickers): ← E.F.B.4 - F.B.5 - F.B.6 - E.F.B.7 - E.F.B.8 - F.B.9 - F.B.11 →